# 8867 Tubbiolo
8867 Tubbiolo eller 1992 BF4 är en asteroid i huvudbältet som upptäcktes den 29 januari 1992 av Spacewatch vid Kitt Peak-observatoriet. Den är uppkallad efter Andrew F. Tubbiolo.
Den tillhör asteroidgruppen Koronis.